# 東急百貨店吉祥寺店

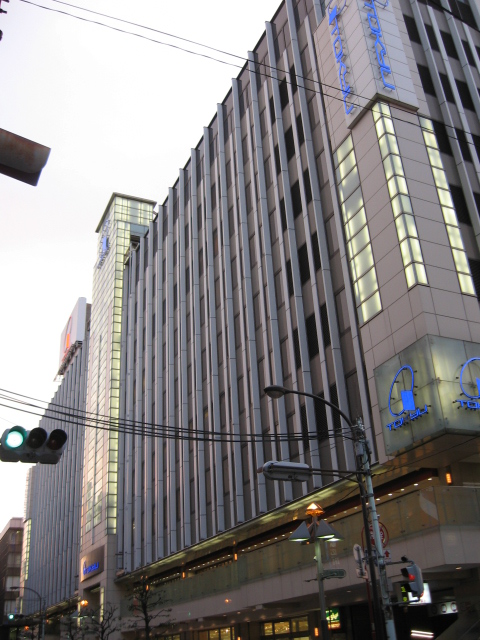
東急百貨店吉祥寺店（2007年2月撮影）

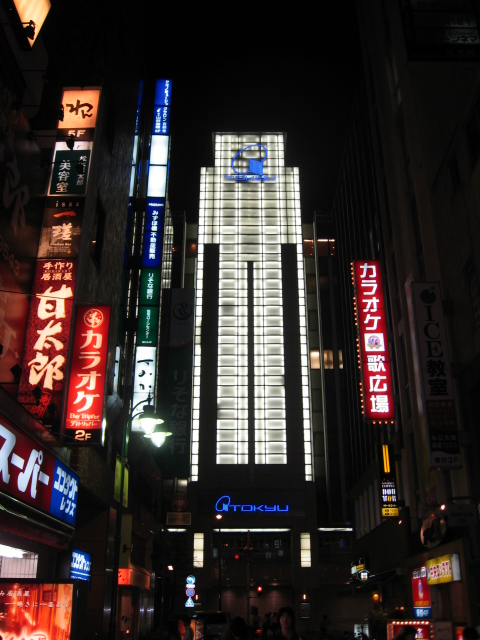
夜の東急百貨店吉祥寺店と周囲の店舗看板（2008年7月撮影）

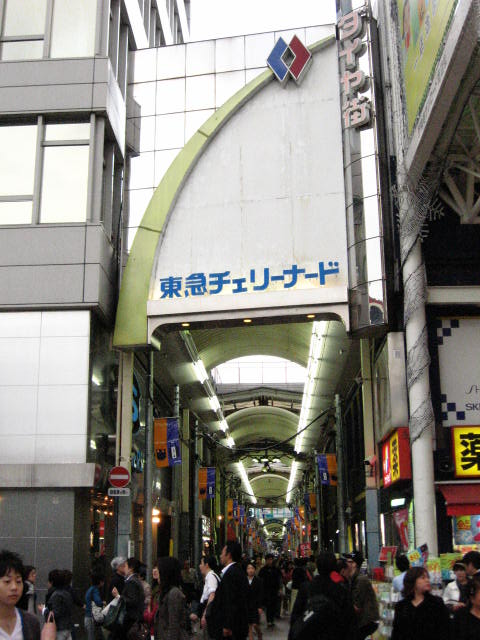
旧・東急チェリーナード（2007年10月撮影）

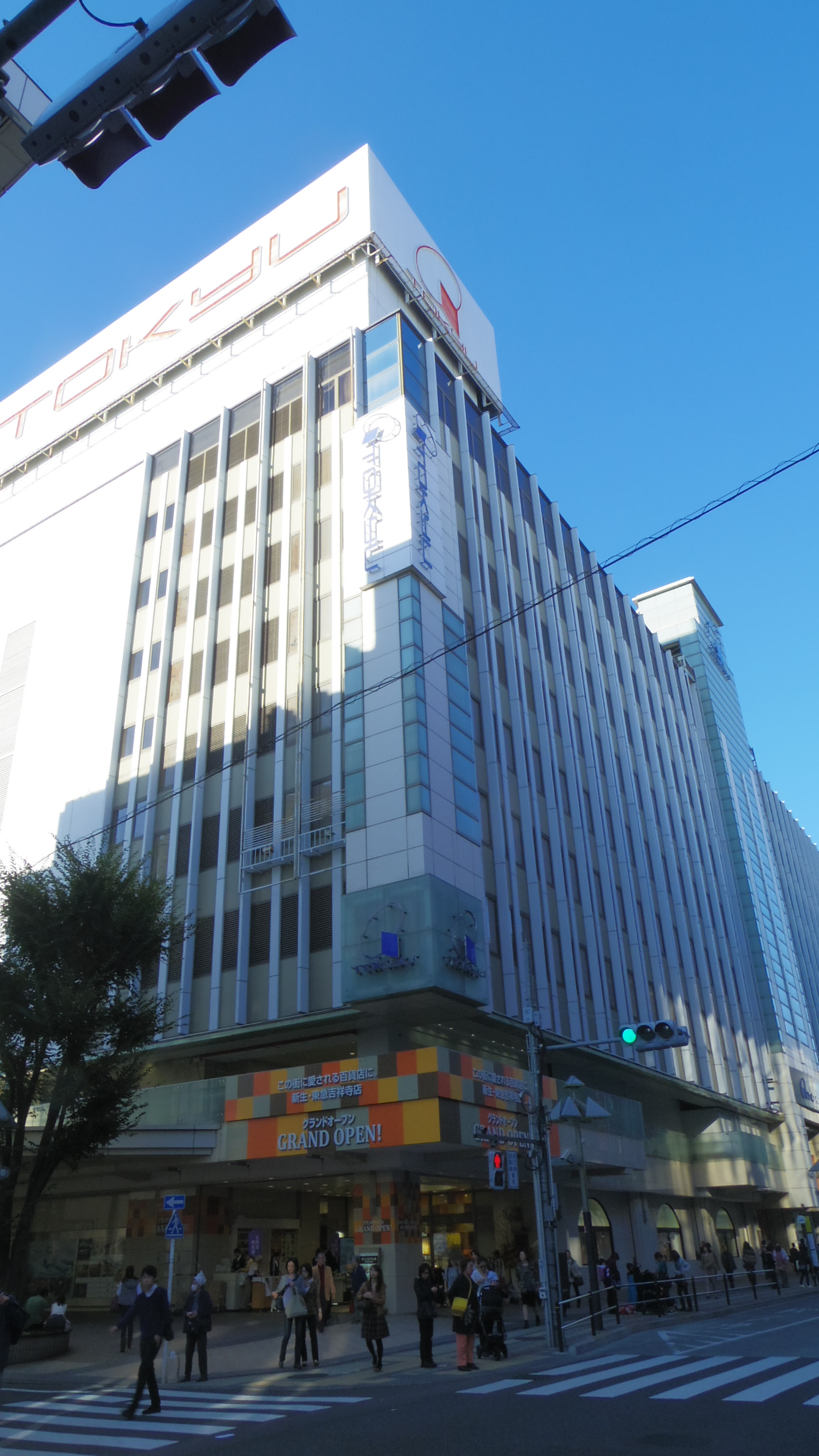
リニューアルオープン時の装飾（2014年10月撮影）

東急百貨店吉祥寺店（とうきゅうひゃっかてんきちじょうじてん）は、東京都武蔵野市吉祥寺本町に所在する株式会社東急百貨店が経営する百貨店。TOKYUポイント加盟店。建物名は「オリンピック吉祥寺ビル」で、Olympicグループの株式会社オリンピックビルが所有する。ビル開業と同時に東急百貨店吉祥寺店が開店した。
本項では、同店が開業する前に所在した吉祥寺名店会館についても記述する。

## 概要
1974年（昭和49年）6月20日、東急百貨店としては東横店（2020年3月31日閉店）、日本橋店（1999年1月31日閉店）、本店（2023年1月31日閉店）に続く4号店として、旧・吉祥寺名店会館跡地に開店した。本店閉店後の東急百貨店としては東京都内に現存する唯一の総合百貨店型店舗である。
吉祥寺エリアの百貨店としては、1955年開店の緑屋吉祥寺店、1971年11月10日開店の伊勢丹吉祥寺店（2010年3月14日閉店）、1974年5月開店の近鉄百貨店東京店（2001年2月閉店）に次いで4番目に開業した。伊勢丹吉祥寺店（現：コピス吉祥寺）の閉店により、現在は吉祥寺エリアおよび武蔵野市内で唯一の百貨店となった。
1階北側・西側広場では毎年7月に2日間「ふれあい夏まつり」が開催され、盆踊りなどの各種イベントや縁日などを催している。また毎年10月には恒例の「吉祥寺アニメワンダーランド」の一環として土・日の2日間「吉祥寺おもちゃ市場」の会場として使用される。そのほか各種イベントが開催されている。
東急吉祥寺店の裏側のエリアは通称「東急裏」と呼ばれ、雑貨店やブティック、カフェなどが立ち並ぶおしゃれなスポットになっている。

### 東急吉祥寺店とダイヤ街
東急百貨店吉祥寺店（以下「東急吉祥寺店）は、吉祥寺ダイヤ街の西側に位置する。ダイヤ街には1953年（昭和28年）にアーケード「ローズナード」が作られたが、同店が開業した1974年1月に「チェリーナード」の起工式が行われ、同年6月に完成した。東急吉祥寺店の開店と同時に、ダイヤ街ではアーケード街の名称を東急の名を冠した「ダイヤ街 東急チェリーナード」とし、アーケード完成の記念セールを行った。吉祥寺ダイヤ街は2009年にリニューアルし、現在は「East zone」「West zone」「South zone」に分けられ、東急吉祥寺店「West zone」となっている。東急吉祥寺店も吉祥寺ダイヤ街に所属し、2014年には第4回「吉祥寺ダイヤ街 いい店大賞」グランプリを受賞している。
また東急吉祥寺店開店と同時に、武蔵野警察署が吉祥寺駅北口商店街全体を「ファミリータウン」に指定し、600メートル四方から自動車を締め出す方針を打ち出した。

### 吉祥寺観音
東急吉祥寺店の屋上には「吉祥寺観音」が祀られている。この吉祥寺観音は、1959年（昭和34年）3月に埼玉県入間郡名栗村の白雲山鳥居観音から、当時開業した吉祥寺名店会館に贈られ、同会館屋上に設置されたものである。本尊は七観世音菩薩の一つである不空羂索観世音菩薩である。吉祥寺名店会館の閉館後、東急吉祥寺店開店後に改めて屋上に祀られ、現在に至る。観音像は名栗村出身の当時埼玉銀行（現：埼玉りそな銀行）頭取であった平沼弥太郎の作である。毎年7月9日には、吉祥寺観音四万六千日法要が執り行われる。

### 吉祥寺名店会館
吉祥寺名店会館（きちじょうじめいてんかいかん）は、1959年（昭和34年）3月15日に、吉祥寺駅北口に吉祥寺初の商業ビルとして開業した（地上6階建て）。オーナーはのちに武州鉄道汚職事件で逮捕・起訴された滝嶋総一郎であった。
吉祥寺名店会館には専門店や飲食店などのほか、日本のカルチャースクールの草分け的存在である産経学園などが入居していた。現在の産経学園吉祥寺校は御殿山の「クリスタルパークビル」にある。
屋上にはシンボルだった広告塔や遊戯施設があり、休日には親子連れなどでにぎわう人気スポットであった。広告塔や建物の一部は高架化される以前の吉祥寺駅からも見ることができ、吉祥寺のランドマークであった。

### 吉祥寺駅北口再開発
1960年代には当時の後藤喜八郎武蔵野市長主導のもと、吉祥寺駅周辺の整備・再開発が行われた。
1969年（昭和44年）12月3日に国鉄吉祥寺駅ビルの吉祥寺ロンロン（現：アトレ吉祥寺）、1970年（昭和45年）11月にターミナルエコー（現：キラリナ京王吉祥寺）、1971年（昭和46年）には伊勢丹吉祥寺店、吉祥寺サンロード商店街などといった新たな商業施設の開業が相次ぎ、競争が激化。吉祥寺名店会館は1971（昭和46）年6月をもって閉店、建物は解体された。吉祥寺名店会館の跡地と周辺の買収した土地を併合した敷地に、東急百貨店吉祥寺店が建設された。

## 沿革

### 吉祥寺名店会館
- 1959年（昭和34年）3月 - 吉祥寺初の大型商業施設として吉祥寺名店会館がオープン[8]（地上6階建て）。
- 1971年（昭和46年）6月 - 吉祥寺名店会館閉業、ビル解体[3]。

### 東急百貨店吉祥寺店
- 1972年（昭和47年） - 吉祥寺名店会館跡地と周辺の敷地にて建設開始。
- 1974年（昭和49年）6月20日午前10時30分[10] - 東急百貨店吉祥寺店開店。
- 1985年（昭和60年）9月27日 - 立体駐車場「東急パーキングビル」（現：アットパーク吉祥寺|@Park吉祥寺）開業。
- 2001年（平成13年）3月01日 - 全館リニューアルオープン。
- 2009年（平成21年） - 8月3日と9月14日の2回にわたり、店内のエレベーター（三菱電機ビルテクノサービス製）の扉が開かなくなる事故が発生。いずれの事故も乗客は救出されたが、部品の不具合と三菱側の点検ミスによるものだったことが判明した[11]。
- 2010年（平成22年）03月04日 - 全館リニューアルオープン。
- 2014年（平成26年）10月23日 - 開店40周年を記念しリニューアルオープン[12]。
- 2017年（平成29年）10月26日 - 7階にニトリ東急吉祥寺店オープン[13]。
- 2018年（平成30年）05月10日 - 全館リニューアル、3階に「武蔵野マルシェ」オープン[14]。
- 2021年（令和03年）01月02日 - 屋上をリニューアル、多目的広場「太陽の広場」オープン[15]。
- 2024年（令和06年）06月20日 - 開店50周年を迎える（予定）。

## フロア構成
2024年3月現在。詳細は東急百貨店公式ウェブサイト「吉祥寺店」を参照。
- RF 屋上（太陽の広場[15]、吉祥寺観音）
- 9F レストラン・ビューティー
  - 神田まつや（そば）[16]、梅の花（懐石料理）、他
  - サンテ歯科、他
- 8F 催物場・呉服・宝飾・時計・美術・メガネ・書籍・生活雑貨
  - 紀伊国屋書店、セリア (100円ショップ)、イワキメガネ、東京ますいわ屋（呉服）、他
- 7F 	ホームファニシング（ニトリ）[13]
- 6F 	ベビー・キッズ／ホームファニシング
- 5F 生活家電・ファッション（レディース・メンズ）・靴（婦人・紳士・子供）／生活雑貨
  - ノジマ、#ワークマン女子、ABCマート、他
- 4F ファッション（レディース）
- 3F ファッション（レディース・メンズ）・生活雑貨／食品
- 2F ファッション（レディース・メンズ）
- 1F 服飾雑貨・婦人靴・化粧品・アクセサリー
  - スターバックスコーヒー、ミスターミニット、他
- B1F 東急フードショー（食品）
- B2・B3F 駐車場

### 駐車場

#### 地下駐車場
- 駐車料金：30分450円（買物2000円未満の場合）[17]
- サービス：当店での買物2,000円（税込）以上で1時間無料、5,000円（税込）以上で2時間無料、以降30分ごとに250円[17]

#### 提携駐車場
以下の提携駐車場で、当店での買物2,000円（税込）以上で1時間無料、5,000円（税込）以上で2時間無料のサービスを行っている。
- @Park（アットパーク）吉祥寺[17] - 1階はスポーツカジュアルショップ「OSHMAN'S吉祥寺店」[18]。旧「東急パーキングビル」。
- 吉祥寺パーキングプラザ[17]
- Times24 - 吉祥寺地区のTimes24駐車場と提携（一部駐車場、バイク駐輪場を除く）[17]。

## 交通アクセス
鉄道
- JR中央本線・京王井の頭線「吉祥寺駅」下車

バス
- 関東バス・西武バス「東急百貨店前」下車すぐ
- ムーバス吉祥寺北西循環「40 東急百貨店前」下車すぐ

東急吉祥寺店でのイベント開催時には、ムーバスのバス停留所が別位置の臨時停留所へ移動されることがある。